# Мозгов, Тимофей Павлович
Тимофе́й Па́влович Мозго́в (род. 16 июля 1986, Ленинград) — российский баскетболист, игравший на позиции центрового. В сезоне 2015/16 в составе «Кливленд Кавальерс», вместе с одноклубником Александром Кауном, стал первым россиянином — чемпионом НБА.
В составе сборной России становился обладателем бронзовых медалей чемпионата Европы 2011 года и Олимпийских игр 2012 года. После успешного выступления на Олимпиаде, Мозгову было присвоено звание заслуженного мастера спорта России.

## Биография

### Ранние годы
Родился в Ленинграде, был четвёртым (и самым высоким) сыном в семье. Отец Тимофея — в прошлом профессиональный гандболист, выступавший за СКА, — хотел, чтобы его дети так же занимались спортом. В начальных классах Тимофей начал тренироваться в баскетбольной секции адмиралтейской детско-юношеской спортивной школе олимпийского резерва. Этому поспособствовала Кира Тржескал — известный тренер, которая занималась поиском перспективных мальчиков для занятий баскетболом. Первым тренером Мозгова был Геннадий Панютин. В возрасте 10 лет семья Мозговых переехала на постоянное место жительства в посёлок Энем в Адыгее. Тимофей продолжил занятия баскетболом в посёлке, затем начал ездить на тренировки в посёлок Афипский Краснодарского края. В то время его тренером был Евгений Максимович Лысенко, он посоветовал Мозгову продолжить обучение в Москве или Санкт-Петербурге, чтобы его прогресс шёл быстрее. В 16 лет Тимофей вернулся в Санкт-Петербург и начал тренироваться в баскетбольном интернате, под руководством тренера Анатолия Штейнбока. Мозгов начал играть за команду «ЛенВо», которая состояла из молодых игроков интерната. После того, как команду начал спонсировать «БК Спартак» группа баскетболистов, включая Мозгова и Антона Понкрашова, должны были присоединиться к «Спартаку». Однако, Тимофей оказался в ЦСКА, который сразу же отдал его в фарм-клуб ЦСК ВВС-Самара-2 из Суперлиги Б, где у Мозгова не получилось пробиться в основную команду, и он вернулся в Санкт-Петербург. Затем поступило предложение от клуба «Химки-2», который должен был выступать в той же лиге, что и ЦСК-ВВС-2. Но на сборах тренировавшийся с основным составом клуба Мозгов приглянулся тренерам команды, во главе с Сергеем Елевичем, и было принято решение перевести его в основную команду «Химок».

### Профессиональная карьера

#### «Химки»
В первый сезон в «Химках» Мозгов получал мало игрового времени, выйдя на площадку всего в 13 матчах чемпионата России. Сезон 2007/08 годов Тимофей начал в основной команде, но большую часть времени провёл, выступая за «Химки-2». С приходом в команду нового тренера Серджио Скариоло Мозгов начал получать больше времени на площадке. В еврокубковом матче против «Бешикташа» польский центровой «Химок» Мацей Лямпе получил травму, и Скариоло был вынужден выпустить Тимофея. За 11 минут, проведённых на площадке, Тимофей набрал 8 очков и 8 подборов. В двух следующих играх Мозгов делал дабл-даблы, а в игре против «Панеллиниоса» набрал рекордные для себя 23 очка, получив награду как самый ценный игрок тура Еврокубка. В полуфинальном матче против «Бильбао» Тимофей сделал 5 блок-шотов, установив рекорд «Финала восьми» по этому показателю. «Химки» уступили «Летувос Ритас» в финале Еврокубка, Мозгов набрал 11 очков и сделал 9 подборов. В связи с частыми травмами Лямпе в сезоне 2008/09 годов Мозгов стал основным центровым команды и одним из главных открытий Еврокубка, при том что этот турнир стал для него первым серьёзным соревнованием на международной арене. По итогам сезона Тимофей получил награду самому прогрессирующему игроку чемпионата России.
После успешного прошедшего сезона многие специалисты ждали от Мозгова ещё большего прогресса в сезоне 2009/10 годов, но из-за чемпионата Европы у Тимофея не было отдыха в межсезонье, что повлияло на его результативность на старте соревнований. В новом сезоне в команду пришёл литовский центровой Робертас Явтокас, со временем сместивший Мозгова из стартовой пятёрке.

#### «Нью-Йорк Никс»
11 июля 2010 года Мозгов подписал 3-летний контракт на общую сумму 9,7 млн долларов с клубом «Нью-Йорк Никс», став седьмым российским игроком попавшим в НБА. На россиянина претендовало несколько клубов, но он выбрал «Нью-Йорк», где в то время шла «перестройка» команды. При этом менеджмент клуба обещал Мозгову роль запасного центрового в команде. «Никс» выплатили «Химкам» компенсацию за его переход в размере 500 тысяч долларов. Осенью Мозгов переехал в США и поселился в небольшом городке Уайт-Плейнс, располагающимся севернее Нью-Йорка. После подписания контракта тренер «Никс» Майк Д’Антони высказывался, что видит Мозгова как долгосрочный проект. Он дал своему новому центровому простые рекомендации: бежать в отрыв, ставить заслоны и бросать с открытых позиций. 3 октября 2010 года Тимофей дебютировал за «Никс» в товарищеском матче против БК «Олимпия», он провёл на площадке 19 минут, набрав 10 очков, 5 подборов и 3 блок-шота. Через три недели Мозгов впервые сыграл в регулярном чемпионате НБА в игре против «Торонто Рэпторс», он вышел на площадку в стартовой пятёрке. Игра завершилась со счётом 98:93 в пользу «Никс». В матче против «Бостон Селтикс», который состоялся 30 октября, Тимофей набрал свои первые очки в североамериканской лиге. 31 января 2011 года, в матче против «Детройт Пистонс», Мозгов сделал дабл-дабл, набрав 23 очка и 14 подборов, по ходу игры трибуны скандировали «Мозгов! Мозгов!».
Постепенно Мозгов начал адаптироваться в новой для себя обстановке и всё чаще попадать в стартовую пятёрку «Никс». Но сама команда, обладающая большим количеством перспективных игроков, не показывала стабильной игры. Руководство клуба включилось в борьбу за одного из звёздных игроков лиги Кармело Энтони, который отказался продлевать контракт со своей командой. Представители «Денвер Наггетс» заявили о своей заинтересованности в нескольких игроках «Никс», которых бы они хотели включить в обмен Энтони, в их числе был Мозгов.

#### «Денвер Наггетс»

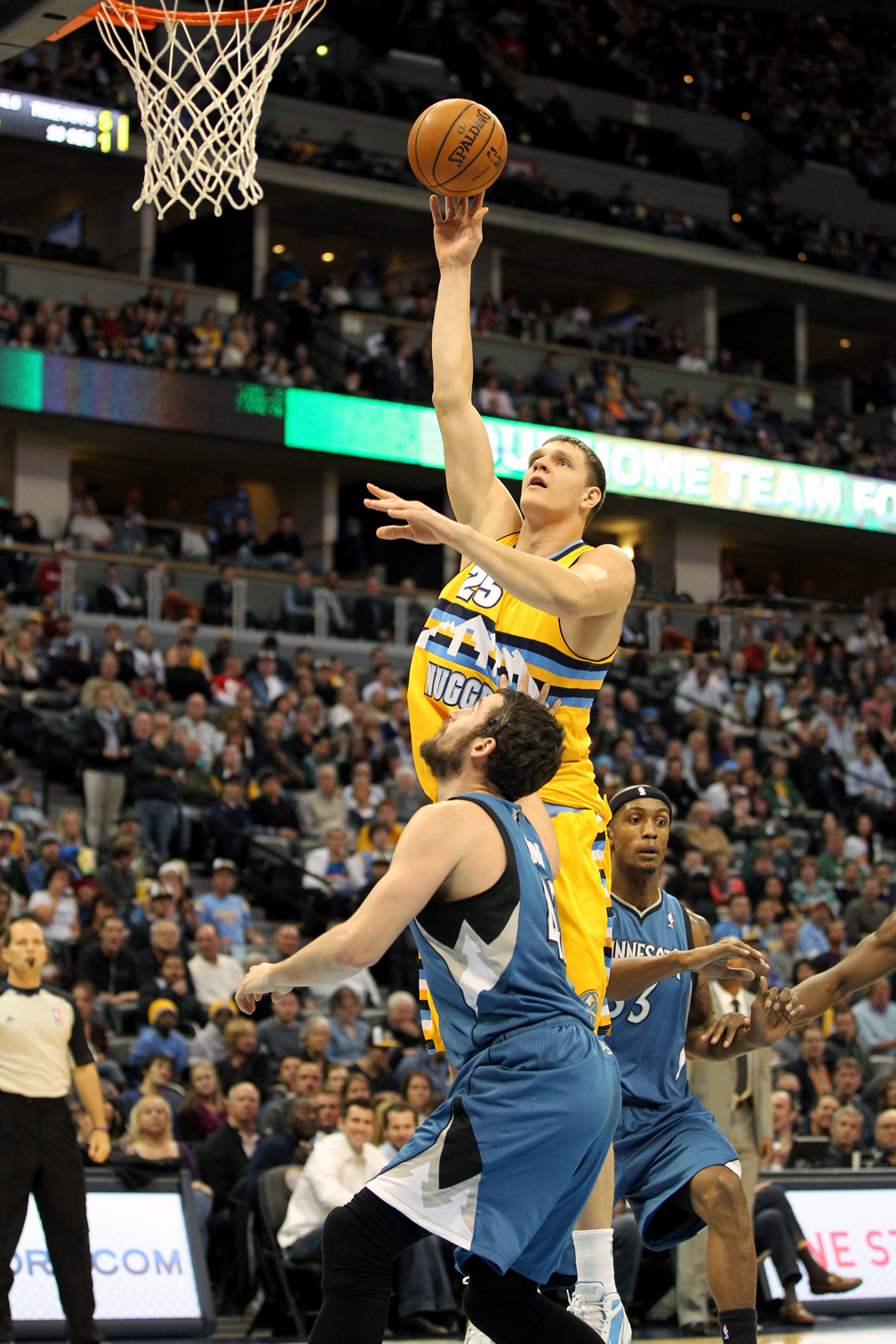
Мозгов во время выступлений за «Наггетс». 2013

22 февраля 2011 года Мозгов стал игроком «Денвер Наггетс» в результате многостороннего обмена Кармело Энтони в «Нью-Йорк Никс». Тимофей попал в условия жёсткой конкуренции, так как на тот момент в составе «Наггетс» было четыре центровых. Он был лишь третьим — четвёртым баскетболистом в ротации на его позиции, после Нене и любимца местной публики Криса Андерсена. Дебют Мозгова за новый клуб состоялся 3 марта 2011 года в матче против «Шарлотт Бобкэтс», который закончился со счётом 120:80 в пользу «Наггетс». Мозгов провёл на площадке 10 минут и набрал 6 очков и 4 подбора. Из-за неудачной игры Андерсена баскетбольные аналитики стали предрекать Тимофею скорое продвижение в ротации до роли первого сменщика центрового. Мозгов начал завоёвывать доверие главного тренера команды Джорджа Карла и всё шло к тому, что он получит хорошее игровое время, а вместе с ним и бесценный опыт выступлений в плей-офф. Но в концовке сезона Мозгов получил травму колена и голеностопа. Во время игры против «Оклахомы-Сити Тандер» на него упал центровой команды соперника, после чего Тимофей подвернул левую лодыжку и колено. Эта травма не позволила Мозгову выступить в плей-офф сезона 2010/11 годов.
В июле 2011 года Мозгов подписал контракт с «Химками», рассчитанный на время локаута в НБА. За время, проведённое в «Химках», Тимофей принял участие в 16 играх, набирая по 11,7 очка и 6 подборов в среднем за матч.
После завершения локаута — 5 декабря 2011 года — Мозгов вернулся в «Наггетс». Во время забастовки игроков Джордж Карл просматривал записи матчей своих игроков, которые выступали за океаном. Он был под впечатлением от игры Мозгова за «Химки» и строил большие планы на него в предстоящем сезоне. По ходу укороченного чемпионата Тимофей начал получать больше игрового времени, а порой, благодаря удачной игре, и вовсе оставлял своих прямых конкурентов за место в ротации на скамейке запасных весь матч. 15 марта руководство «Денвера» объявило об обмене Нене в «Вашингтон Уизардс», взамен команда получила центровых Джавейла Макги и Ронни Тюриафа. Достаточно быстро Макги прочно занял место в стартовой пятёрке, Мозгов же стал его сменщиком. В первом раунде плей-офф «Наггетс» противостояли «Лейкерс». Тимофею, для которого это был первый плей-офф НБА в карьере, пришлось играть против опытных Пау Газоля и Эндрю Байнума. Мозгов показал свою лучшую игру в шестом матче серии, его команда победила, а он удостоился похвальных отзывов от баскетбольных аналитиков. «Наггетс» не смогли выиграть в седьмом матче и вылетели из плей-офф, Тимофею не удалось проявить себя в решающей игре.
Мозгов начал сезон 2012/13 годов выходя со скамейки запасных, он получал мало игрового времени на площадке, являясь третьим центровым в ротации команды (после Косты Куфоса и Джавейла Макги). Неудачное начало сезона было обусловлено скомканной подготовкой к чемпионату из-за участия в Олимпийских играх в Лондоне. Таким образом Мозгов стал одним из возможных вариантов обмена для своей команды, а также одним из игроков, которые наиболее вероятно должны были сменить команду до трансферного перерыва перед матчем всех звёзд в Хьюстоне. Несмотря на это он остался в команде до конца сезона.
Сезон 2013/14 Мозгов начал в качестве резервного центрового «Денвера», в стартовом составе выходил Джавейл Макги. В ноябре 2013 года Тимофей проводил на площадке в среднем 17 минут, набирал 7,4 очка и делал 5 подборов. Однако ближе к концу ноября Макги получил травму, и его место в стартовой пятёрке занял Джей Джей Хиксон. После того, как Хиксон провёл несколько неудачных матчей, тренеры стали больше доверять Мозгову. 1 декабря в гостевом матче против «Торонто» Тимофей сделал свой третий в карьере в НБА дабл-дабл: 16 очков и 15 подборов за 31 минуту. В следующем матче против «Бруклина» Мозгов сыграл 31 минуту и добился второго дабл-дабла подряд — 17 очков и 20 подборов. Показатель по подборам стал не только личным рекордом Тимофея в НБА, но и высшим достижением для всех российских игроков, когда-либо игравших в лиге (предыдущий рекорд — 18 подборов Андрея Кириленко в марте 2006 года). Кроме того, это был лучший результат по подборам в игровой день в НБА, когда состоялись 8 матчей. Однако немедленного продолжения успехи Мозгова не имели — в следующих четырёх матчах Тимофей ни разу не сыграл более 20 минут. Ближе к концу декабря повреждение получил мощный форвард «Наггетс» Кеннет Фарид, что позволило россиянину получить больше игрового времени. В матче против «Голден Стэйт Уорриорз», который состоялся 23 декабря, Мозгов впервые в сезоне вышел в стартовом составе «Наггетс» и сделал свой третий дабл-дабл в этом сезоне — 14 очков и 11 подборов за 31 минуту. При этом Тимофей ни разу не сфолил за игру, что для него является большой редкостью. 11 апреля 2014 года в матче против тех же «Голден Стэйт Уорриорз» Тимофей набрал 23 очка и собрал 29 подборов, тем самым совершив первый в своей карьере «гроссмейстерский дабл-дабл» (20 или более пунктов в двух статистических категориях) и установив рекорд лиги в сезоне 2013/2014 по количеству подборов в одном матче.
Благодаря успешной игре в концовке предыдущего чемпионата, Мозгов, впервые в своей карьере в НБА, начал новый сезон в качестве основного центрового в команде. Его сменщиком был молодой боснийский баскетболист Юсуф Нуркич, проводивший своей дебютный сезон в НБА.

#### «Кливленд Кавальерс»

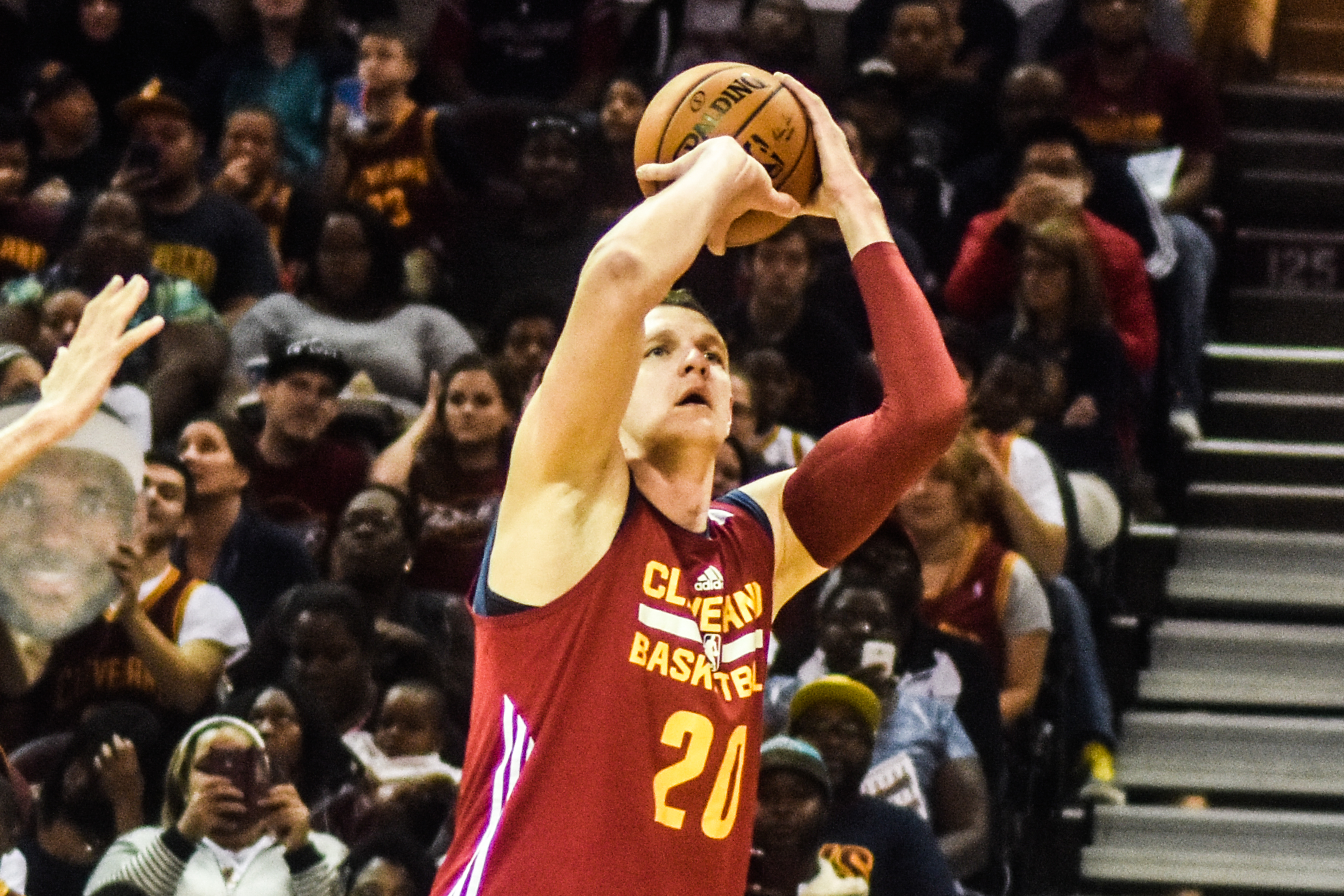
Мозгов выполняет штрафные броски в матче за «Кавальерс». 2015

7 января 2015 года состоялся обмен, в результате которого Мозгов попал в клуб «Кливленд Кавальерс». Взамен «Денвер» получил защищённый выбор в первом раунде драфта 2015 года команды «Оклахома-Сити Тандер», а также защищённый выбор в первом раунде драфта 2015 «Мемфис Гриззлис». «Кливленд», в придачу с Мозговым, получил выбор во втором раунде драфта 2015 от «Наггетс». Новым тренером Мозгова стал Дэвид Блатт, с которым они добивались успехов на международной арене, когда Блатт был главным тренером сборной России по баскетболу. Мозгов решил играть в новой команде под 20-м номером, так как 25-й номер (тот под которым он выступал в «Денвере») закреплён за Марком Прайсом. Выбор Мозгова был обусловлен тем, что его отец играл в гандбол под 20-м номером.

Это забавно, однажды я говорил со своим другом о том, что «большой» игрок хорош, когда он действительно большой. Вы знаете, Крис Бош — хороший «большой», Кевин Лав — хороший «большой», но я говорю о настоящем семифутовом парне. Наверное он (Мозгов) лучший из таких игроков, с кем я был в одной команде, со времён Илгаускаса.
Оригинальный текст (англ.)It's funny, I was talking to my friend the other day and I said he's probably the best, as far as big, true big," James said. "You know, Chris Bosh is a great big, Kevin Love is a great big. But I'm talking about a true, 7-foot, big guy. He's probably the best one I've played with since Z (Zydrunas Ilgauskas).
— Леброн Джеймс
С первых игр за новую команду Мозгов занял место в стартовой пятёрке. Одна из худших защит в лиге преобразилась благодаря Тимофею. За первые девять игр Мозгова процент попаданий команд-соперниц упал с 47 % (второй худший результат в лиге) до 42 % (второй лучший результат). А сам Тимофей, на этом промежутке, сделал три дабл-дабла подряд, повторив своё лучшее достижение в этом компоненте времён выступлений за «Денвер». Перед Матчем всех звёзд «Кавальерс» провели 12-матчевую победную серию.
В плей-офф 2015 года «Кливленд Кавальерс», поочередно победив «Бостон Селтикс» (4-0), «Чикаго Буллз» (4-2) и «Атланта Хокс» (4-0), стали во второй раз в своей истории чемпионами Восточной конференции и вышли в Финал чемпионата НБА. Тимофей Мозгов, стал первым россиянином — участником финальных матчей. Набрав 28 очков в четвёртом матче финальной серии плей-офф НБА против «Голден Стэйт», центровой «Кливленда» сумел установить новый рекорд, побив достижение Джона Старкса, который настрелял 27 очков.
23 июня 2015 года «Кливленд» воспользовался опцией продления контракта Тимофея Мозгова на сезон-2015/16, за который центровой получит 4,95 миллиона долларов. 11 декабря 2015 года в матче против «Орландо Мэджик» Тимофей впервые в сезоне набрал 17 очков. В финале НБА «Кливленд» победил «Голден Стэйт», Мозгов в решающей седьмом матче серии участие не принимал.

#### «Лос-Анджелес Лейкерс»
8 июля 2016 года Тимофей подписал контракт с клубом НБА «Лос-Анджелес Лейкерс». Его контракт составит 64 миллиона долларов США за четыре года. Мозгов стал одним из высокооплачиваемых игроков в новом клубе. Приход Мозгова в «Лейкерс» совпал с появлением в клубе нового главного тренера Люка Уолтона, ранее помощника главного тренера «Голден Стэйт Уорриорз» Стива Керра. 26 октября 2016 года Мозгов дебютировал за «Лейкерс» в матче против «Хьюстон Рокетс», набрав 12 очков и сделав 8 подборов. 15 ноября 2016 года во встречи против «Бруклин Нетс» Тимофей Мозгов набрал 20 очков, что являлось наивысшей результативностью игрока в составе «Лос-Анджелес Лейкерс». Тренерский штаб «Лейкерс» решил дать игровое время молодым игрокам, поэтому Тимофей не играл оставшиеся 15 матчей регулярного сезона.

#### «Бруклин Нетс»
22 июня 2017 года был обменян в «Бруклин Нетс» вместе с Д’Анджело Расселлом на Брука Лопеса и права с драфта на Кайла Кузма. 18 октября 2017 года Мозгов дебютировал за «Нетс» в матче против «Атланта Хокс», Тимофей набрал 4 очка и взял 3 подбора. 7 ноября 2017 года Мозгов во встрече против «Денвер Наггетс» впервые в сезоне преодолел отметку 10 очков будучи игроком «Бруклина». В первых тринадцати матчах регулярного сезона 2017/2018 Тимофей был игроком стартовой пятерки. Затем по решению главного тренера «Нетс» Кенни Эткинсона стал игроком ротации со скамейки запасных.

#### «Орландо Мэджик»
6 июля 2018 года Мозгова обменяли в «Шарлотт Хорнетс» вместе с правами с драфта на Хамиду Диалло, драфт-пиком 2 раунда 2021 года и денежным вознаграждением на Дуайта Ховарда. На следующий день он стал игроком «Орландо Мэджик» в результате трёхстороннего обмена. Тимофей не выходил в начале регулярного сезона 2018/2019 из-за травмы. 4 января 2019 года Мозгов перенес артроскопическую операцию на правом колене. 6 июля 2019 года Мозгов был отчислен из «Орландо». По заявлению на официальном сайте клуба, «Орландо» досрочно расторг договор с 32-летним россиянином, рассчитанный до 2020 года, по которому Мозгов зарабатывал 16 миллионов долларов в год.

#### Сборная России

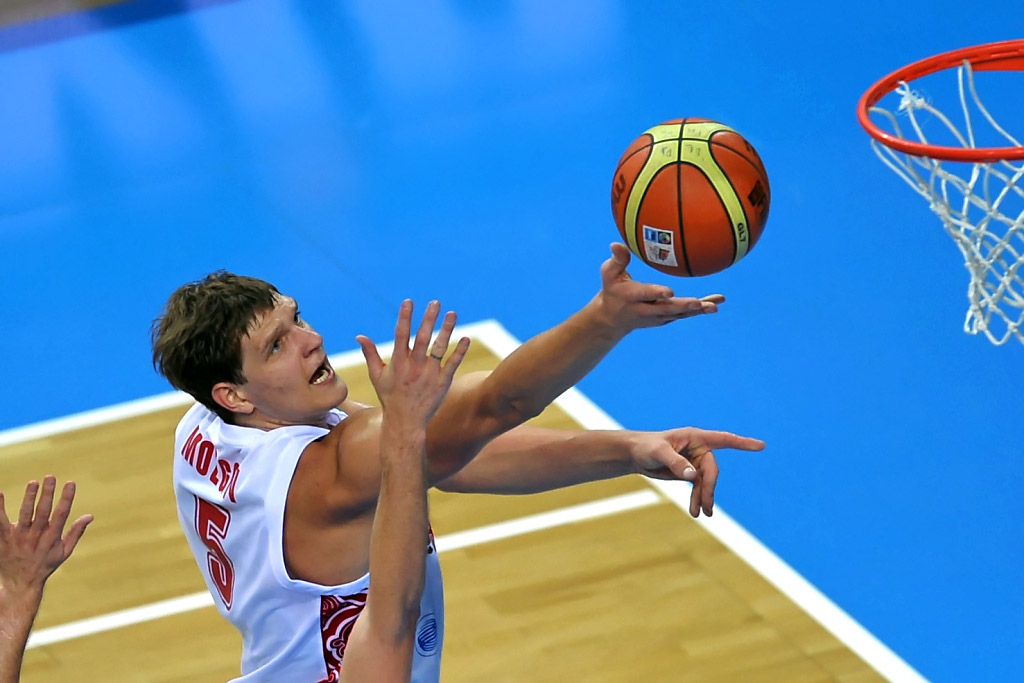
Мозгов атакует кольцо, играя за сборную России. 2011

Мозгов начал выступать за сборную России по баскетболу в 2009 году, когда был приглашён на сбор национальной команды, посвящённый подготовке к чемпионату Европы. Он начал турнир в качестве запасного центрового. По ходу турнира Мозгов стал получать больше игрового времени, и в матче против Македонии он сделал дабл-дабл — 25 очков и 11 подборов. Несмотря на неудачное выступление команды (7-е место), Тимофей хорошо себя проявил и удостоился похвалы главного тренера команды Дэвида Блатта, который отметил его как наиболее ярко проявившего себя игрока сборной России на этом турнире.
На своё следующее крупное соревнование — чемпионат мира 2010 года — Мозгов приехал уже игроком клуба НБА. В матче за 5-е — 8-е места против сборной Аргентины Тимофей сделал дабл-дабл, набрав 10 очков и 11 подборов. Кроме того, он стал самым результативным игроком сборной России на турнире, набрав 117 очков. Мозгов выступал за сборную и на чемпионате Европы 2011 года в Литве, став единственным центровым команды на турнире. Сборная России заняла третье место, таким образом Тимофей получил свою первую международную награду — бронзовую медаль чемпионата Европы.
После успешной квалификации Мозгов был включён в основную заявку команды на Летних Олимпийских играх 2012 года. По ходу группового турнира Тимофей был одним из ведущих игроков в команде. В четвертьфинале против сборной Литвы Мозгов доминировал на площадке. Но в полуфинале, в игре против сборной Испании Тимофея после уверенной первой половины усадили на скамейку запасных. Сборная России уступила, а Мозгов провёл на площадке всего 14 минут. В игре за бронзовые медали россияне победили сборную Аргентины, Тимофей провёл на площадке 7 минут и не набрал ни одного очка.
Мозгов вошёл в состав сборной России для подготовки к Евробаскету-2015. 14 июля 2015 года Тимофей сообщил, что пропустит турнир из-за восстановления после операции на колене.
Мозгов вошёл в состав сборной России для подготовки к Евробаскету-2017. Тимофей вошёл в окончательный список игроков, которые примут участие в турнире. Сборная России на Евробаскете-2017 заняла 4-е место, в матче за бронзовые медали со сборной Испании Тимофей вышел на площадку со скамейки запасных и сделал дабл-дабл из 14 очков и 10 подборов.
Из-за очередной травмы Джоэля Боломбоя, Тимофей спустя три года вернулся в сборную, но россияне провалили отборочный турнир на Летние Олимпийские игры 2020 года в Токио, в отличие от баскетболистов 3х3.

### Личная жизнь
В феврале 2011 года Мозгов сочетался узами брака с Аллой Пиршиной, церемония прошла в Лас-Вегасе во время звёздного уикенда НБА. У пары должна была состоятся традиционная свадьба, но из-за нехватки времени нужные документы не успели подготовить. Перед молодожёнами встал выбор либо перенести свадьбу, либо пожениться в одной из многочисленных часовен Лас-Вегаса, они выбрали второй вариант. 25 января 2012 года стало известно, что у четы Мозговых родился сын, которого назвали Алексеем.
Тимофей увлекается чтением книг, а также спортивными машинами и всеми видами гонок. В США он ездит на Jeep Grand Cherokee, а в России на Chevrolet Camaro. Также является поклонником автомобильной марки BMW.

### Мозгов CUP
Является учредителем ежегодного турнира среди детских команд по баскетболу «Мозгов CUP». Первые соревнования прошли в ноябре 2011 года в Санкт-Петербурге. В турнире приняли участие четыре детских команды из разных районов города, в том числе и Адмиралтейская СДЮШОР, в которой занимался сам Тимофей. В 2012 году были успешно проведены ещё два кубка, в феврале и мае соответственно. Состав участников расширился, на этот раз к питерским коллективам добавились команды из таких городов, как Мончегорск, Великий Новгород, Череповец, Вельск и Выборг. Победители были награждены медалями и кубком, а лучшие игроки брендированными баскетбольными мячами — с логотипом ТМ 25. Самый ценный игрок турнира получил денверскую майку Мозгова с автографом.
Начиная с 2016 года при содействии президента Баскетбольной Лиги Урала и Сибири «ВИТА» Носовым Дмитрием Валериевичем,Тимофей Мозгов начал сотрудничество с Лигой «ВИТА».в 2016 году на Кубок « ТМ20» в г. Санкт-Петербург при поддержке Тимофея приехала сборная Лиги «ВИТА».
С июня 2017 года Кубок Тимофея Мозгова "ТМ20"переехал в город Тюмень, став финальным этапом Баскетбольной Лиги Урала и Сибири" ВИТА «, в нём приняли участие 48 команд. С 2019 года Кубок» ТМ20" проводится в городе Тобольск, 10-13 мая 2022 Кубок был проведён в очередной раз в г. Тобольск в рамках финального этапа Баскетбольной Лиги Урала и Сибири «ВИТА» . Приняли участие 38 команд юношей по 6 возрастам из 13 регионов России.

### Телевидение
Сыграл самого себя в комедийном сериале «Счастливы вместе». Принял участие в телевизионном шоу «Вечерний Ургант» в качестве гостя. Участвовал в девятом выпуске телепередачи «Южное Бутово» в роли приглашённой знаменитости.

## Характеристика игрока
Мозгов имеет прекрасные физические данные — высокий рост, длинные руки и большую физическую силу, что уже на раннем этапе его карьеры привлекло внимание скаутов из НБА. Сильным элементом в игре Мозгова является борьба под кольцом. У него хорошо получается ставить заслоны, а затем смещаться к кольцу и завершать атаку. Благодаря хорошему прыжку Тимофей делает большое количество блок-шотов. Имеет хороший процент попаданий с линии штрафных бросков (около 70 %), для центрового, а также стабильный средний бросок. Специалисты также отмечали прекрасную скорость перемещения по площадке, а также умение быстро открываться для получения мяча, что приводит к набору лёгких очков.
Мозгов уверенно прогрессирует в качестве игрока НБА, одной из немаловажных причин для этого является его трудолюбие. Способность Мозгова полностью выкладываться на тренировках отдельно отмечалась в прессе и специалистами.
Несмотря на хорошее умение завершать атаки под кольцом, у Мозгова отмечают отсутствие стабильного обыгрыша и хорошо отработанных движений спиной к кольцу, что приводит к частым потерям мяча.

## Статистика выступлений
Статистика приводится по данным сайтов Basketball-Reference.com, Bckhimki.ru и Basket.ru
| Сезон      | Команда              | И   | ИС  | МИН  | ПП%  | 3О%  | ШБ%  | ПДБ | ПРД | ПРХ | БЛ  | ПФ  | ПТР | ОЧК  |
| 2010/11    | Нью-Йорк             | 34  | 14  | 13,5 | 46,4 | -    | 70,5 | 3,1 | 0,4 | 0,4 | 0,7 | 2,2 | 0,9 | 4,0  |
| 2010/11    | Денвер               | 11  | 0   | 6,0  | 52,4 | —    | 75,0 | 1,5 | 0,0 | 0,1 | 0,2 | 0,7 | 0,3 | 2,5  |
| 2011/12    | Денвер               | 44  | 35  | 15,6 | 52,6 | -    | 68,4 | 4,1 | 0,5 | 0,3 | 1,0 | 2,0 | 1,2 | 5,4  |
| 2012/13    | Денвер               | 41  | 1   | 8,9  | 50,6 | —    | 76,9 | 2,6 | 0,2 | 0,1 | 0,4 | 1,4 | 0,6 | 2,6  |
| 2013/14    | Денвер               | 82  | 30  | 21,6 | 52,3 | 16,7 | 75,4 | 6,4 | 0,8 | 0,3 | 1,2 | 2,6 | 1,5 | 9,4  |
| 2014/15    | Денвер               | 35  | 35  | 25,6 | 50,4 | 33,3 | 73,3 | 7,8 | 0,5 | 0,4 | 1,2 | 3,3 | 1,3 | 8,5  |
| 2014/15    | Кливленд             | 46  | 45  | 25,0 | 59,0 | -    | 70,8 | 6,9 | 0,8 | 0,4 | 1,2 | 2,5 | 1,5 | 10,6 |
| 2015/16    | Кливленд             | 76  | 48  | 17,4 | 56,5 | 14,3 | 71,6 | 4,4 | 0,4 | 0,3 | 0,8 | 2,1 | 0,9 | 6,3  |
| 2016/17    | Лос-Анджелес Лейкерс | 54  | 52  | 20,4 | 51,5 | -    | 80,8 | 4,9 | 0,8 | 0,3 | 0,6 | 2,5 | 1,3 | 7,4  |
| 2017/18    | Бруклин              | 31  | 13  | 11,6 | 55,9 | 22,2 | 76,7 | 3,2 | 0,4 | 0,2 | 0,4 | 1,3 | 1,1 | 4,2  |
| За карьеру | За карьеру           | 454 | 273 | 18,0 | 53,5 | 19,0 | 73,8 | 4,9 | 0,6 | 0,3 | 0,8 | 2,2 | 1,2 | 6,8  |

| Сезон      | Команда    | И  | ИС | МИН  | ПП%  | 3О% | ШБ%  | ПДБ | ПРД | ПРХ | БЛ  | ПФ  | ПТР | ОЧК  |
| 2011/12    | Денвер     | 7  | 5  | 14,1 | 48,0 | -   | 50,0 | 3,3 | 0,4 | 0,3 | 0,9 | 2,3 | 0,7 | 4,0  |
| 2014/15    | Кливленд   | 20 | 20 | 26,5 | 50,0 | -   | 79,0 | 7,3 | 0,7 | 0,4 | 1,8 | 2,9 | 1,9 | 10,6 |
| 2015/16    | Кливленд   | 13 | 0  | 5,5  | 40,0 | -   | 75,0 | 1,6 | 0,2 | 0,2 | 0,2 | 1,2 | 0,6 | 1,2  |
| За карьеру | За карьеру | 40 | 25 | 17,5 | 46,4 | -   | 72,6 | 4,8 | 0,5 | 0,3 | 1,1 | 2,2 | 1,3 | 6,4  |

| Сезон   | Команда | И  | ИС | МИН  | ПП%  | 3О%  | ШБ%  | ПДБ | ПРД | ПРХ | БЛ  | ПФ  | ПТР | ОЧК  |
| 2006/07 | Химки   | 13 |    | 3,1  | 46,0 | -    | 45,0 | 0,8 | 0,0 | 0,1 | 0,1 | 0,6 | 0,3 | 1,3  |
| 2007/08 | Химки   | 2  |    | 1,5  | 100  | —    | —    | 0,5 | 0,0 | 0,0 | 0,5 | 1,0 | 0,0 | 2,0  |
| 2008/09 | Химки   | 29 |    | 15,6 | 54,4 | 00,0 | 66,7 | 4,0 | 0,2 | 0,5 | 1,0 | 2,6 | 1,1 | 7,1  |
| 2009/10 | Химки   | 32 |    | 18,3 | 55,9 | 00,0 | 71,8 | 4,8 | 0,3 | 0,5 | 1,0 | 2,7 | 1,7 | 7,5  |
| 2011/12 | Химки   | 5  |    | 31,2 | 72,1 | 00,0 | 70,4 | 5,6 | 1,2 | 0,2 | 1,6 | -   | -   | 16,2 |

| Сезон   | Команда | И | ИС | МИН  | ПП%  | 3О%  | ШБ%  | ПДБ | ПРД | ПРХ | БЛ  | ПФ  | ПТР | ОЧК  |
| 2008/09 | Химки   | 3 |    | 14,9 | 46,2 | 00,0 | 66,7 | 5,0 | 0,0 | 0,7 | 0,7 | 4,0 | 2,7 | 5,3  |
| 2009/10 | Химки   | 8 |    | 20,9 | 63,5 | 00,0 | 60,0 | 5,5 | 0,3 | 0,9 | 0,5 | 1,6 | 1,0 | 10,9 |

| Сезон   | Команда | И  | ИС | МИН  | ПП%  | 3О%  | ШБ%  | ПДБ | ПРД | ПРХ | БЛ  | ПФ  | ПТР | ОЧК |
| 2009/10 | Химки   | 16 | 3  | 13,6 | 50,6 | 00,0 | 62,1 | 4,1 | 0,1 | 0,4 | 0,9 | 1,8 | 1,4 | 6,0 |

| Сезон   | Команда    | И  | ИС | МИН  | ПП%  | 3О%  | ШБ%  | ПДБ | ПРД | ПРХ | БЛ  | ПФ | ПТР | ОЧК  |
| 2009/10 | Сб. России | 17 |    | 22,4 | 61,4 | 00,0 | 71,9 | 4,6 | 1,1 | 0,4 | 1,1 |    |     | 12,2 |
| 2010/11 | Сб. России | 12 |    | 20,9 | 61,8 | 00,0 | 64,4 | 4,1 | 0,8 | 0,3 | 1,4 |    |     | 10,2 |
| 2011/12 | Сб. России | 10 |    |      |      |      |      |     |     |     |     |    |     |      |

### Лучшие показатели в одной игре НБА
Статистика приводится по данным сайта Basketball-Reference.com, на 17.06.2015

| - Очки — 28 (11 июня 2015 года против «Голден Стэйт Уорриорз»); - Попадания с игры — 10 (11 июня 2015 года против «Голден Стэйт Уорриорз»); - Броски с игры — 16 (11 июня 2015 года против «Голден Стэйт Уорриорз»); - Точные трёхочковые — 1 (6 раз); - Трёхочковые броски — 2 (6 раз); - Точные штрафные — 10 (11 июня 2015 года против «Голден Стэйт Уорриорз»); - Штрафные броски — 12 (2 раза); | - Подборы в нападении — 9 (2 раза); - Подборы в защите — 20 (10 апреля 2014 года против «Голден Стэйт Уорриорз»); - Подборы — 29 (10 апреля 2014 года против «Голден Стэйт Уорриорз»); - Передачи — 4 (25 марта 2015 года против «Мемфис Гриззлис»); - Перехваты — 3 (2 раза); - Блок-шоты — 5 (4 раза); - Сыгранные минуты — 49 (8 декабря 2014 года против «Торонто Рэпторс»). |

## Командные достижения
- Чемпион НБА (2016);
- Бронзовый призёр Олимпийских игр (2012)[81];
- Бронзовый призёр чемпионата Европы (2011)[107];
- Серебряный призёр Промо Кубка Единой лиги ВТБ (2008)[107];
- Серебряный призёр чемпионата России (2008, 2009, 2010)[107];
- Бронзовый призёр чемпионата России (2007)[107];
- Обладатель Кубка России (2008)[107].

## Личные награды
- Самый прогрессирующий игрок чемпионата России по версии «Спорт-Экспресс» (2008/09)[10].
- Медаль ордена «За заслуги перед Отечеством» II степени (13 августа 2012 года) — за большой вклад в развитие физической культуры и спорта, высокие спортивные достижения на Играх XXX Олимпиады 2012 года в городе Лондоне (Великобритания)[108].
- Заслуженный мастер спорта России (20 августа 2012 года)[109].

## Зарплата в НБА
По данным сайта Basketball-Reference.com
| Сезон      | Команда              | Зарплата     |
| ---------- | -------------------- | ------------ |
| 2010/11    | Денвер Наггетс       | $ 3 567 096  |
| 2011/12    | Денвер Наггетс       | $ 3 343 896  |
| 2012/13    | Денвер Наггетс       | $ 3 140 429  |
| 2013/14    | Денвер Наггетс       | $ 4 400 000  |
| 2013/14    | Кливленд Кавальерс   | $ 4 400 000  |
| 2014/15    | Кливленд Кавальерс   | $ 4 650 000  |
| 2015/16    | Кливленд Кавальерс   | $ 4 950 000  |
| 2016/17    | Лос-Анджелес Лейкерс | $ 16 000 000 |
| 2017/18    | Бруклин Нетс         | $ 16 000 000 |
| За карьеру | За карьеру           | $ 40,051,421 |